# Молодіжна збірна Гани з футболу
Молодіжна збірна Гани з футболу — команда, яка представляє  Гану на міжнародних матчах і турнірах з футболу. Контролюється Футбольною асоціацією Гани.

## Виступи на молодіжному ЧС
| Молодіжний чемпіонат світу | Молодіжний чемпіонат світу | Молодіжний чемпіонат світу | Молодіжний чемпіонат світу | Молодіжний чемпіонат світу | Молодіжний чемпіонат світу | Молодіжний чемпіонат світу | Молодіжний чемпіонат світу | Молодіжний чемпіонат світу |
| Рік                        | Раунд                      | І                          | В                          | Н*                         | П                          | ГЗ                         | ГП                         | Різ                        |
| -------------------------- | -------------------------- | -------------------------- | -------------------------- | -------------------------- | -------------------------- | -------------------------- | -------------------------- | -------------------------- |
| 1977                       | Не брали участь            | Не брали участь            | Не брали участь            | Не брали участь            | Не брали участь            | Не брали участь            | Не брали участь            | Не брали участь            |
| 1979                       | Не брали участь            | Не брали участь            | Не брали участь            | Не брали участь            | Не брали участь            | Не брали участь            | Не брали участь            | Не брали участь            |
| 1981                       | Не брали участь            | Не брали участь            | Не брали участь            | Не брали участь            | Не брали участь            | Не брали участь            | Не брали участь            | Не брали участь            |
| 1983                       | Зняли заявку               | Зняли заявку               | Зняли заявку               | Зняли заявку               | Зняли заявку               | Зняли заявку               | Зняли заявку               | Зняли заявку               |
| 1985                       | Не кваліфікувалась         | Не кваліфікувалась         | Не кваліфікувалась         | Не кваліфікувалась         | Не кваліфікувалась         | Не кваліфікувалась         | Не кваліфікувалась         | Не кваліфікувалась         |
| 1987                       | Дискваліфікація            | Дискваліфікація            | Дискваліфікація            | Дискваліфікація            | Дискваліфікація            | Дискваліфікація            | Дискваліфікація            | Дискваліфікація            |
| 1989                       | Не кваліфікувалась         | Не кваліфікувалась         | Не кваліфікувалась         | Не кваліфікувалась         | Не кваліфікувалась         | Не кваліфікувалась         | Не кваліфікувалась         | Не кваліфікувалась         |
| 1991                       | Не кваліфікувалась         | Не кваліфікувалась         | Не кваліфікувалась         | Не кваліфікувалась         | Не кваліфікувалась         | Не кваліфікувалась         | Не кваліфікувалась         | Не кваліфікувалась         |
| 1993                       | Срібні медалі              | 6                          | 3                          | 2                          | 1                          | 11                         | 6                          | +5                         |
| 1995                       | Не кваліфікувалась         | Не кваліфікувалась         | Не кваліфікувалась         | Не кваліфікувалась         | Не кваліфікувалась         | Не кваліфікувалась         | Не кваліфікувалась         | Не кваліфікувалась         |
| 1997                       | Півфінал                   | 7                          | 4                          | 1                          | 2                          | 12                         | 8                          | +4                         |
| 1999                       | Чвертьфінал                | 5                          | 3                          | 2*                         | 0                          | 8                          | 2                          | +6                         |
| 2001                       | Срібні медалі              | 7                          | 5                          | 1                          | 1                          | 8                          | 5                          | +3                         |
| 2003                       | Не кваліфікувалась         | Не кваліфікувалась         | Не кваліфікувалась         | Не кваліфікувалась         | Не кваліфікувалась         | Не кваліфікувалась         | Не кваліфікувалась         | Не кваліфікувалась         |
| 2005                       | Не кваліфікувалась         | Не кваліфікувалась         | Не кваліфікувалась         | Не кваліфікувалась         | Не кваліфікувалась         | Не кваліфікувалась         | Не кваліфікувалась         | Не кваліфікувалась         |
| 2007                       | Не кваліфікувалась         | Не кваліфікувалась         | Не кваліфікувалась         | Не кваліфікувалась         | Не кваліфікувалась         | Не кваліфікувалась         | Не кваліфікувалась         | Не кваліфікувалась         |
| 2009                       | Чемпіон                    | 7                          | 5                          | 2*                         | 0                          | 16                         | 8                          | +8                         |
| 2011                       | Не кваліфікувалась         | Не кваліфікувалась         | Не кваліфікувалась         | Не кваліфікувалась         | Не кваліфікувалась         | Не кваліфікувалась         | Не кваліфікувалась         | Не кваліфікувалась         |
| 2013                       | Бронзові медалі            | 7                          | 4                          | 0                          | 3                          | 16                         | 12                         | +4                         |
| 2015                       | 1/8 фіналу                 | 4                          | 2                          | 1                          | 1                          | 5                          | 6                          | -1                         |
| 2017                       | Не кваліфікувалась         | Не кваліфікувалась         | Не кваліфікувалась         | Не кваліфікувалась         | Не кваліфікувалась         | Не кваліфікувалась         | Не кваліфікувалась         | Не кваліфікувалась         |
| 2019                       | Не кваліфікувалась         | Не кваліфікувалась         | Не кваліфікувалась         | Не кваліфікувалась         | Не кваліфікувалась         | Не кваліфікувалась         | Не кваліфікувалась         | Не кваліфікувалась         |
| 2023                       | Не кваліфікувалась         | Не кваліфікувалась         | Не кваліфікувалась         | Не кваліфікувалась         | Не кваліфікувалась         | Не кваліфікувалась         | Не кваліфікувалась         | Не кваліфікувалась         |
| 2025                       | Не кваліфікувалась         | Не кваліфікувалась         | Не кваліфікувалась         | Не кваліфікувалась         | Не кваліфікувалась         | Не кваліфікувалась         | Не кваліфікувалась         | Не кваліфікувалась         |
| Разом                      | 7/24                       | 3                          | 26                         | 9                          | 8                          | 76                         | 47                         | +29                        |

## Досягнення
- Молодіжний чемпіонат світу:
  -  Чемпіон (1): 2009
  -  Віце-чемпіон (2): 1993, 2001
  -  Бронзовий призер (1): 2013

- Чемпіонат Африки:
  -  Чемпіон (3): 1993, 1999, 2009
  -  Віце-чемпіон (2): 2001, 2013
  -  Бронзовий призер (1): 1991